# بريسيلا لين
بريسيلا لين (بالإنجليزية: Priscilla Lane) هي ممثلة أمريكية، ولدت في 12 يونيو 1915 بإنديانولا في الولايات المتحدة، وتوفيت في 4 أبريل 1995 في الولايات المتحدة بسبب سرطان الرئة.

## أعمال

### أفلام
- (1938) أربع بنات

## وصلات خارجية
- بريسيلا لين على موقع IMDb (الإنجليزية)
- بريسيلا لين على موقع الموسوعة البريطانية (الإنجليزية)
- بريسيلا لين على موقع ألو سيني (الفرنسية)
- بريسيلا لين على موقع تيرنر كلاسيك موفيز (الإنجليزية)
- بريسيلا لين على موقع أول موفي (الإنجليزية)
- بريسيلا لين على موقع قاعدة بيانات الأفلام السويدية (السويدية)
- بريسيلا لين على موقع إن إن دي بي (الإنجليزية)
- بريسيلا لين على موقع ديسكوغز (الإنجليزية)
- بريسيلا لين على موقع قاعدة بيانات الفيلم (الإنجليزية)
- بريسيلا لين على موقع كينوبويسك (الروسية)